# Gårdatunneln
Gårdatunneln ist ein 2.166 Meter langer Eisenbahntunnel in Göteborg, Schweden.
Der Tunnel liegt zwischen Gubbero im Norden und  Almedal im Süden an der Västkustbana. Er war bis 1999 Schwedens längster Eisenbahntunnel. In diesem Jahr wurde der Norralatunneln mit 3.850 Meter Länge in Betrieb genommen, der infolge der Streckenverlegung zwischen Söderhamn und Enånger erbaut wurde.

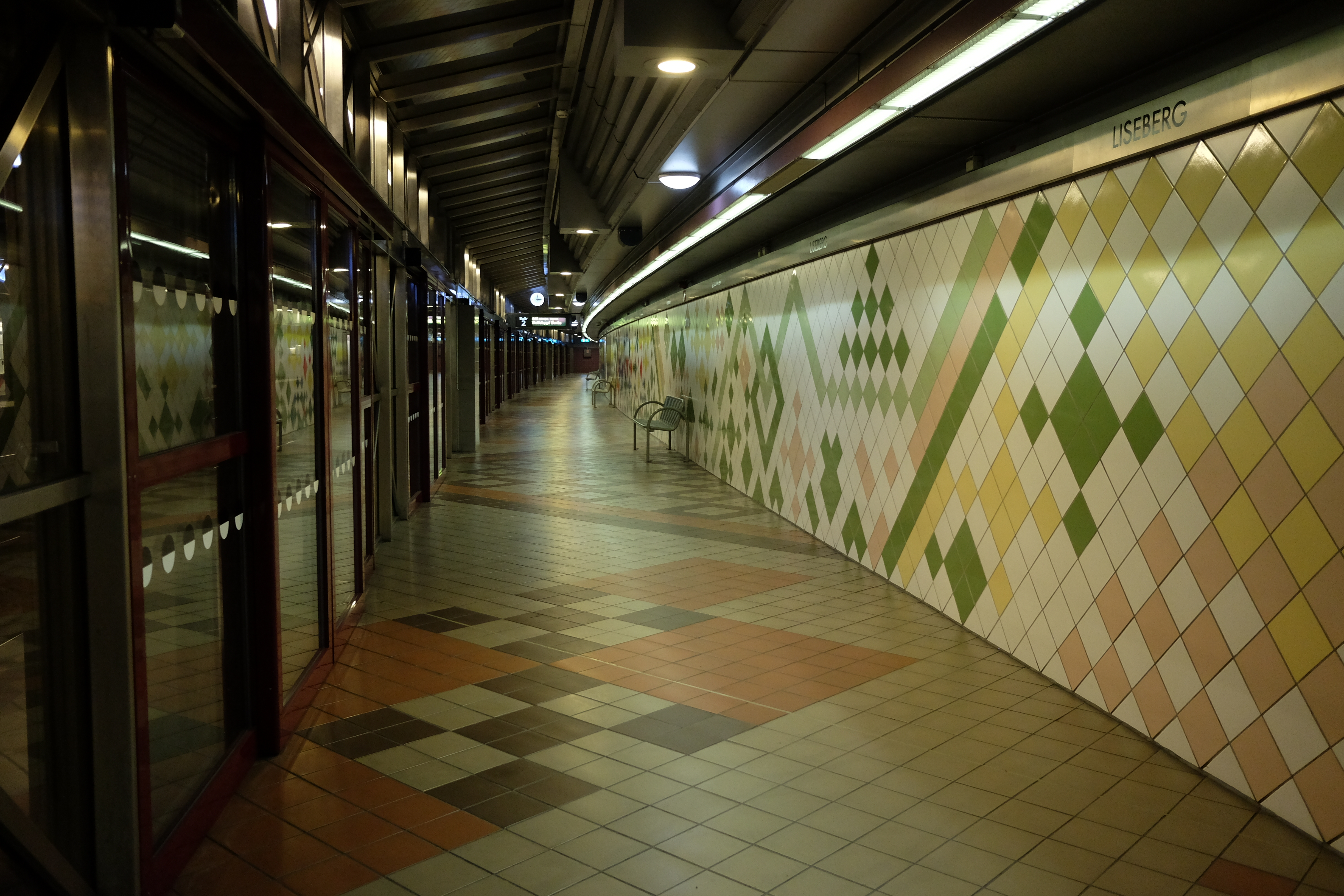
Bahnhof Liseberg

Der Tunnel ist zweigleisig. Es wurde am 28. Juni 1968 in Auftrag gegeben und wurde gebaut, als der Europaväg 6 (E6) mit der E20 durch Göteborg südlich der Wallinsbron zum Tingstadstunneln erbaut wurde. Nach der Linienverlegung zwischen Gubbero und Almedal konnte die Autobahn auf dem ehemaligen Bahndamm gebaut werden. Die alternative Lösung, die Autobahn durch einen Tunnel zu führen, wurde wegen der erheblich höheren Kosten verworfen. 1993 wurde der Bahnhof Liseberg im Inneren des Tunnels in Betrieb genommen.